# Suoppetjaure
Suoppetjaure är en sjö i Sorsele kommun i Lappland och ingår i Umeälvens huvudavrinningsområde. Sjön har en area på 1,1 kvadratkilometer och ligger 718,7 meter över havet. Suoppetjaure ligger i Vindelfjällen Natura 2000-område. Sjön avvattnas av vattendraget Suoppetjukke.

## Delavrinningsområde
Suoppetjaure ingår i det delavrinningsområde (730900-151964) som SMHI kallar för Utloppet av Suoppetjaure. Medelhöjden är 781 meter över havet och ytan är 14,22 kvadratkilometer. Det finns ett avrinningsområde uppströms, och räknas det in blir den ackumulerade arean 29,53 kvadratkilometer. Suoppetjukke som avvattnar avrinningsområdet har biflödesordning 3, vilket innebär att vattnet flödar genom totalt 3 vattendrag innan det når havet efter 397 kilometer. Avrinningsområdet består mestadels av skog (33 procent), sankmarker (12 procent) och kalfjäll (47 procent). Avrinningsområdet har 1,16 kvadratkilometer vattenytor vilket ger det en sjöprocent på 8,2 procent.